# غاريت جاكسون
غاريت جاكسون (بالإنجليزية: Garrett Jackson)‏ مواليد 27 أكتوبر 1991 في بورتلاند، هو لاعب كرة سلة أمريكي. بدأ مسيرته الاحترافية في سنة 2015. يبلغ طوله 6 قدم 7 بوصة (2.0 م). لعب مع ملبورن يونايتد وسيدني كينجز في الدوري الأسترالي لكرة السلة.